# Giuseppe Vedovato
Giuseppe Vedovato (né le 13 mars 1912 à Greci et mort le 18 janvier 2012 à Rome) est un homme politique italien, membre de la Démocratie chrétienne. Il a été président de l'Assemblée parlementaire du Conseil de l'Europe de 1972 à 1975 et parlementaire national de 1953 à 1976.